# フランス共和国憲法
フランス共和国憲法（フランスきょうわこくけんぽう、フランス語: Constitution de la République française）は、1958年10月4日に制定されたフランス共和国の憲法典。1958年9月の国民投票において賛成多数となり成立の運びとなった。第五共和制の時代に作られたことから、第五共和国憲法（フランス語: Constitution de la Cinquième République、第五共和制憲法、第五共和政憲法）とも呼ばれる。

## 構成

### 前文
1789年のフランス人権宣言と1946年の第四共和国憲法、さらに2004年の『環境に関する憲章』 (fr:Charte de l'environnement) を踏まえ、自由・平等・友愛の精神を謳い、また他国征服を目的とした戦争及び武力行使の禁止を定める。

### 第1章　主権
4条で構成されている。
- 第1条（共和国、法の下の平等、特定宗教の影響の排除）
- 第2条（共和国の言語、国旗・国歌、標語、原理）
国語はフランス語、国旗は青白赤より構成される三色旗、国歌は「ラ・マルセイエーズ」、標語は「自由・平等・友愛」、原理は「人民の人民による人民のための政治」
- 第3条（国民主権）
- 第4条（政党）
政党活動の自由が認められている。政党は国家主権を尊重しなければならない。

### 第2章　大統領
15条で構成されている。
第11条の規定により、大統領は公権力の組織に関する法律案などを議会の議決を経ずに国民投票にかけることができる。ここで、国民投票で過半数の賛成を得れば、改正案は法律として成立する。
第16条は、大統領が行使できる非常事態権限について定めたものである。詳細は国家緊急権#フランス国家における国家緊急権を参照。

### 第3章　政府
4条で構成されている。政府の任務、首相の権限などについて。

### 第4章　国会
10条で構成されている。
- 第24条（国会の構成）

1. 国会は国民議会と元老院を含む。
2. 国民議会の議員は直接選挙により選出される。
3. 元老院は間接選挙により選出される。元老院は共和国の地方公共団体の代表を確保する。フランス国外に居住するフランス人は国民議会と元老院に代表される。

- 第28条（通常会期）

1. 国会は10月の最初の平日に始まり6月の最後の平日に終わる1度の通常会期として当然に集会する。
2. 各議院が通常会期中に開くことができる会議の日数は、120日を越えることができない。

### 第5章　国会と政府の関係
18条で構成されている。
- 大統領は、教書により両議院と連絡し、教書は朗読されるが、いかなる討論の対象ともならない。
- 会期外においては、国会は特別にこのために集会する。国会は国民の労働権、労働組合の権利、社会保障権の保護について法を制定する。

### 第6章　条約および国際規定
4条で構成されている。
- 第53条の2（国際刑事裁判所）

国際刑事裁判所の権限の承認。12次改正で新設。
- 第55条

条約は法律に対して優位の効力を持つ。

### 第7章　憲法院
8条で構成されている。憲法院は各国で整備されている憲法裁判所に相当。
- 第56条（憲法院の構成、任期）

1. 憲法院は9名の委員を含み、その任期は9年で、再任されることはない。憲法院は3年ごとに3分の1ずつ更新される。委員の3名は大統領により、3名は国民議会の議長より、3名は元老院議長により任命される。
2. 前項に定める9名の委員に加えて、元大統領は当然に終身的に憲法院に属する。
3. 憲法院院長は大統領により任命される。院長は同数の場合に裁決権を有する。

### 第8章　司法権
3条で構成されている。
- 第66条

「何人も恣意的な拘束を受けない。」
- 第66条の1

「死刑は執行しない。」（死刑廃止。12次改正で新設）

### 第9章　高等法院
2条で構成されている。

### 第10章　政府閣僚の刑事責任
政府閣僚が刑事責任を負った際の共和国法院の構成・手続等を明示している。

### 第11章　経済社会環境評議会
3条で構成されている。
- 第69条（法律案への意見）
経済社会環境評議会は、政府の申し立てにより、政府提出の法律案、オルドナンス又はデクレの案ならびに評議会に付託された議員提出の法案についてその意見を述べる。
- 第70条（政府による諮問）
経済社会環境評議会は、同様に、すべての経済的または社会的性格の問題について、政府により諮問を受けることができる。経済的又は社会的性格を持つすべての計画又はプログラム法律案は、意見を徴するために経済社会環境評議会に付託される。

### 第11章の2　権利擁護員
第71条の1　行政の権利と自由の尊重を監視する権利擁護員について規定している。この章と条文は第12次改正で新設された。

### 第12章　地方公共団体
4条で構成されている。

### 第13章　ニューカレドニアに関する経過規定
2条で構成されている。

### 第14章　提携協定
他国との提携協定の締結を認めている。

### 第15章　欧州連合
1992年4月に欧州連合（EU）設立のためのマーストリヒト条約を違憲とする憲法院の判決を受け、同年6月の第6次改正で新設された（当時は14章構成）。2004年11月には同年10月に調印された欧州憲法制定条約が再び違憲とされたため、大幅改正された。

### 第16章　改正
1条で構成されている。
- 第89条（改正の発議、手続、制限）

1. 憲法の改正の発議は、首相の提案に基づく大統領、および国会議員に競合して属する。
2. 政府提出又は議員提出の改正案は、両議院により同一の文言で可決されなければならない。改正は、国民投票により承認された後に、確定的となる。

5. 領土が侵されている場合、改正手続に着手し、またはこれを追求することができない。共和政体は改正の対象にすることはできない。
上記とは別の憲法改正手続きとして、大統領は憲法改正案を議会の議決を経ずに国民投票にかけることができる。この場合、国民投票で過半数の賛成を得れば憲法改正が成立する。これは、憲法第11条に定める公権力の組織に関する法律案などを成立させるための手続きであり、憲法改正案が公権力の組織に関する法律案の一種であるためにこの方法による憲法改正も可能とされる。
なお、憲法第89条に基づかない憲法改正を違憲とする見解もあったが、過去の憲法院の判例では「国民投票で成立した法律は審査の対象外で判断する権限を有さない」と判示されており、憲法第11条に基づく憲法改正は違憲とは判断されていない。

## 特徴

### 人権規定の不存在
日本国憲法（第3章）に見られるような詳細な人権規定は、第2条の標語と原理、第66条の恣意的拘束禁止と死刑廃止、第71条の1の権利擁護員制度以外は、明文定義がない。これは前述したようにフランス人権宣言および第四共和国憲法で既に規定されており、#前文においてそれらの規定がなお有効であることを宣言しているからである。なお、第四共和国憲法も本文には人権規定が無く、前文でフランス人権宣言が憲法の一部をなすと宣言するとともに、いくつかの新たな人権規定を設けている。

### 立法府よりも前に行政府を規定
第五共和国憲法は、（それ以前の第四、第三などの憲法が立法府を前・行政府を後に規定していたのと異なり、）行政府を前・立法府を後に規定している。これは、近現代の憲法の歴史において極めて珍しい特色であるが、1946年のバイユー演説や1958年6月3日の憲法的法律などを経て新しい憲法案を起草したシャルル・ド・ゴールによる、国会に比して強力な指導力を有する安定した政府・大統領の創設を意図した思想が反映されたものである。